# فيردن (لعبة فيديو)
فيردن (بالإنجليزية: Verdun)، هي لعبة فيديو إلكترونية هولندية، وهي من نوع تصويب منظور الشخص الأول، صدرت عام 2015م والتي تعمل لنظامي التشغيل أو إس إكس ومايكروسوفت ويندوز، وصدرت عام 2016م لنظام بلاي ستيشن 4 بينما ستصدر لاحقاً لنظام إكس بوكس ون.

## قصة
تدور القصة حول موقع فيردن التابعة للأراضي الفرنسية وقد دخلها القوات الألمانية الإمبراطورية خلال فترة الحرب العالمية الأولى سنة 1914م، وتهدف القوات الفرنسية والحليفة معها البريطانية والأمريكية لمنع تقدم القوات الألمانية لتجاوز أرض فيردن، وتقع أحداث اللعبة من عام 1914م لسنة 1918م.